# Бои за Мадагиз
Бои за Мадагиз, также битва за Мадагиз (азерб. Madagiz döyüşü; арм. Մատաղիսի ճակատամարտ) или битва за Суговушан (азерб. Suqovuşan döyüşü), — бои за контроль над селом Мадагиз и его окрестностями в ходе Второй карабахской войны (2020).

## Предыстория
Талыш и бывший посёлок Мадагиз до начала Карабахского конфликта находились в составе Мардакертского района Нагорно-Карабахской автономной области Азербайджанской ССР. После начала Первой карабахской войны сёла оказались в зоне боевых действий. В ходе летнего наступления 1992 года азербайджанские войска полностью заняли Мардакертский район, однако снова утратили контроль над сёлами в апреле 1994 года, во время наступления армян на город Тертер.
В апреле 2016 года в ходе армяно-азербайджанских столкновений сёла вновь оказалось в зоне боевых действий. 5 апреля Министерство обороны Азербайджана сообщило о нанесении удара по штабу военной базы противника в Мадагизе, кроме того ВС Азербайджана заняли стратегические высоты вокруг села Талыш, но в самом селе закрепиться не смогли. Позже армянская сторона сообщила о возвращении потерянных высот, а азербайджанская сторона это опровергла.

## Хронология
27 сентября 2020 года в зоне Нагорного Карабаха возобновились боевые действия. ВС Азербайджана начали наступление на разных участках фронта. На северном направлении азербайджанские войска начали продвижение на участке Мадагиз—Талыш. Позднее армянская сторона подтвердила потерю ряда позиций в направлении села Талыш. По сообщению Министерства обороны Азербайджана, к 28 сентября азербайджанским войскам удалось занять «стратегические высоты» вокруг села Талыш. 29 сентября Азербайджан ракетными ударами и артиллерийскими обстрелами смог уничтожить армянскую колонну на дороге из Мадагиза в направлении Мардакерта (Агдере).
2 октября азербайджанским войскам удалось взять под контроль высоты вокруг Мадагиза.
3 октября азербайджанской армии удалось занять Талыш и Мадагиз. В качестве подтверждения было выложено видео с азербайджанскими солдатами, поднимающими флаг в Мадагизе. 2 дня спустя, 5 октября, Министерство обороны Азербайджана опубликовало кадры из села Талыш, находящегося под контролем Азербайджана. BBC, проанализировав опубликованное видео, подтвердило контроль ВС Азербайджана над селом. 9 октября МО Азербайджана опубликовало очередные кадры из села Талыш.

## Последствия
3 октября указом Ильхама Алиева Мадагиз был переименован в Суговушан (соответствующий указ был подписан Алиевым 7 октября). 9 и 11 октября Министерство обороны Азербайджана распространило видеорепортажи из Мадагиза.
26 октября село и расположенное здесь водохранилище посетили корреспонденты «Euronews», прибыв сюда из азербайджанского города Нафталан.
8 октября ОАО «Мелиорация и водное хозяйство Азербайджана» объявило о начале подачи воды из Мадагизского водохранилища в реку Тертер. В результате сброса воды из водохранилища было обеспечено водоснабжение Тертерского, Геранбойского и Евлахского районов, а также экологический баланс.

## Медаль «За освобождение Суговушана»

Медаль «За освобождение Суговушана»

20 ноября 2020 года на пленарном заседании Милли Меджлиса Азербайджана был вынесен на обсуждение законопроект о внесении поправок в закон «Об учреждении орденов и медалей Азербайджанской Республики»[значимость факта?]. Медаль «За освобождение Суговушана» была учреждена в этот же день в первом же чтении согласно законопроекту об учреждении орденов и медалей по случаю победы Азербайджана в «Отечественной войне», как в Азербайджане официально именуется Вторая карабахская война[значимость факта?]. Медаль «За освобождение Суговушана» вручается военнослужащим Вооружённых сил Азербайджана, принимавшим участие в боевых действиях освобождению села Суговушан Азербайджанской Республики.